# Tempesta di sabbia (romanzo)
Tempesta di sabbia (Sandstorm) è un romanzo giallo di Laurence Gough pubblicato nel 1990.

## Trama
Un agente della CIA di stanza al Cairo di nome Jack Downey, nonostante sia un individuo scarsamente affidabile, riesce a convincere il suo superiore a consentirgli di creare una piccola squadra con il compito di salvaguardare l'incolumità di un ufficiale libico disertore. Downey riesce a mettere insieme la squadra necessaria che sarà così composta: due soldati mercenari neri reduci da una missione in Colombia, una donna inglese di professione antiquaria e proprietaria di un negozio a Chelsea che ha motivi personali per desiderare di vendicarsi contro il regime libico, ed un americano, di professione ingegnere ma in un momento di crisi di identità ed in fuga dal suo paese.
Downey ha però in mente un piano completamente diverso: mentre fa credere al personale della squadra che lo scopo della missione sia in realtà quello di uccidere un leader arabo e fa compiere ai suoi un duro allenamento sotto il sole infuocato del deserto egiziano, sta invece preparando un altro piano. Un piano che, se sarà portato a termine, potrà avere conseguenze esiziali per l'America e l'Inghilterra.

## Edizioni
- Laurence Gough, Tempesta di sabbia, traduzione di Marcello Jatosti, Arnoldo Mondadori Editore, 1991,  p. 311, ISBN 88-04-34485-7.